# Metro ve Washingtonu

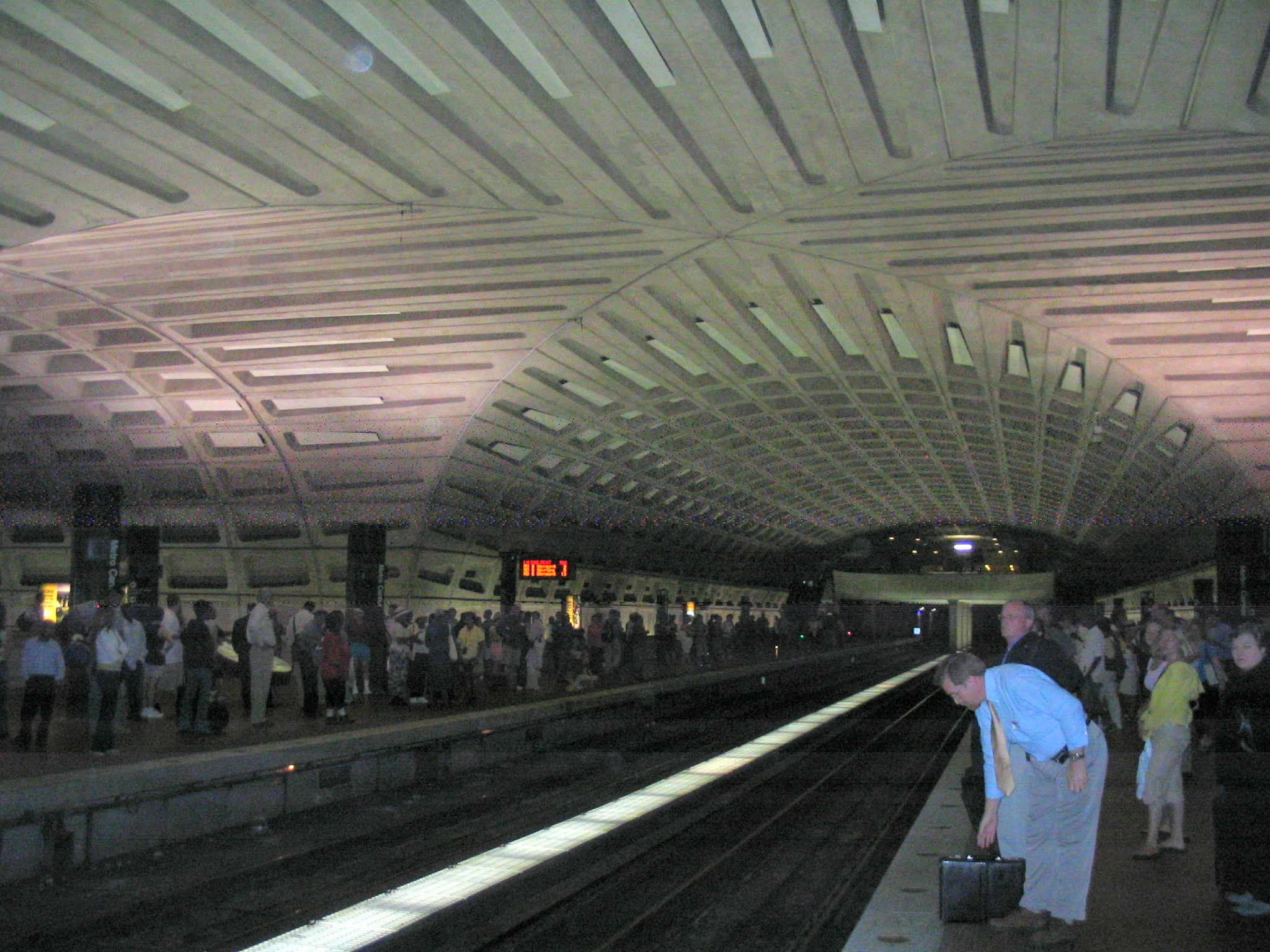
stanice Metro center, hlavní přestupní uzel celé sítě Washingtonského metra

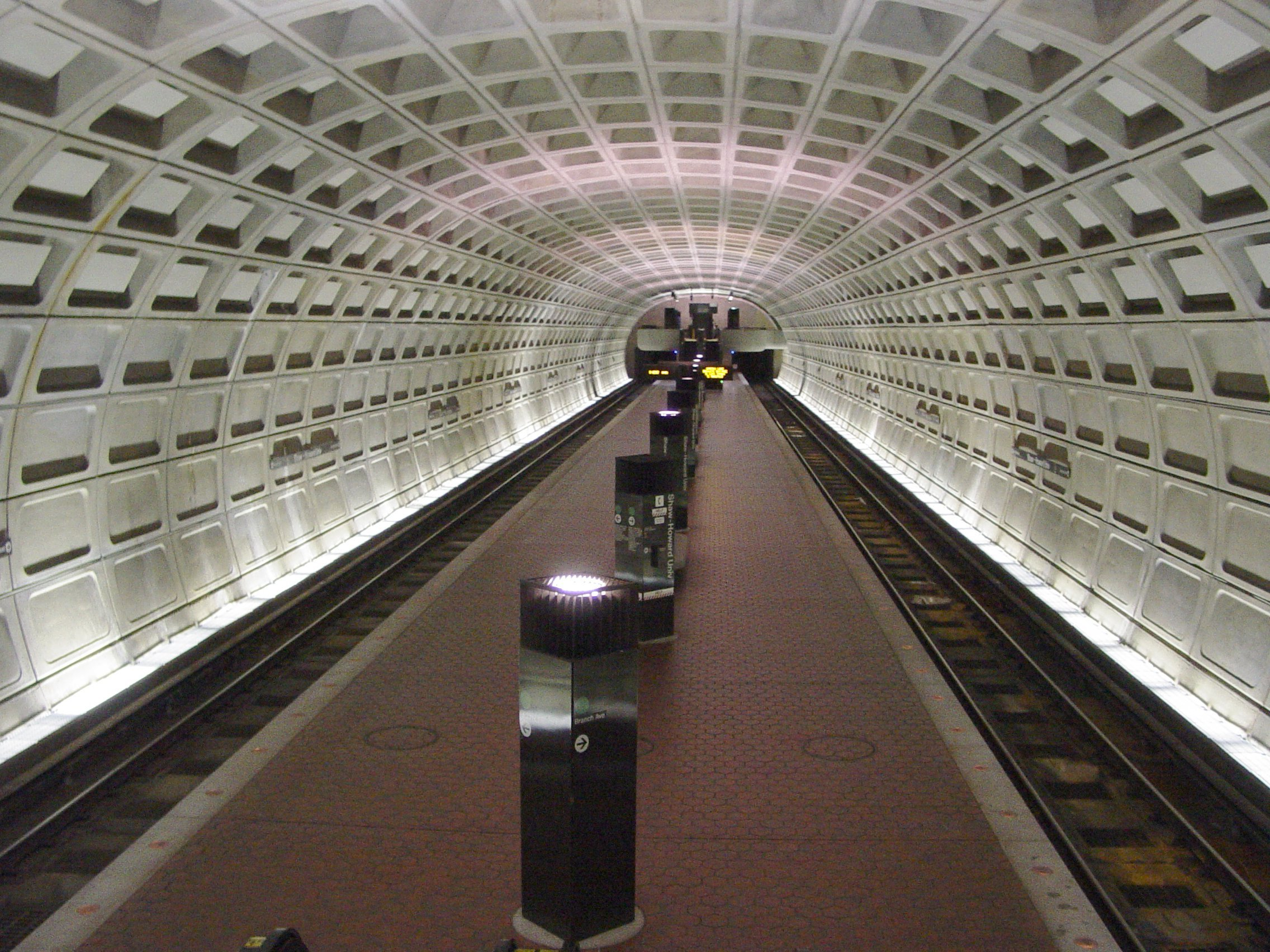
stanice Shaw Howard University, klasická stanice sítě

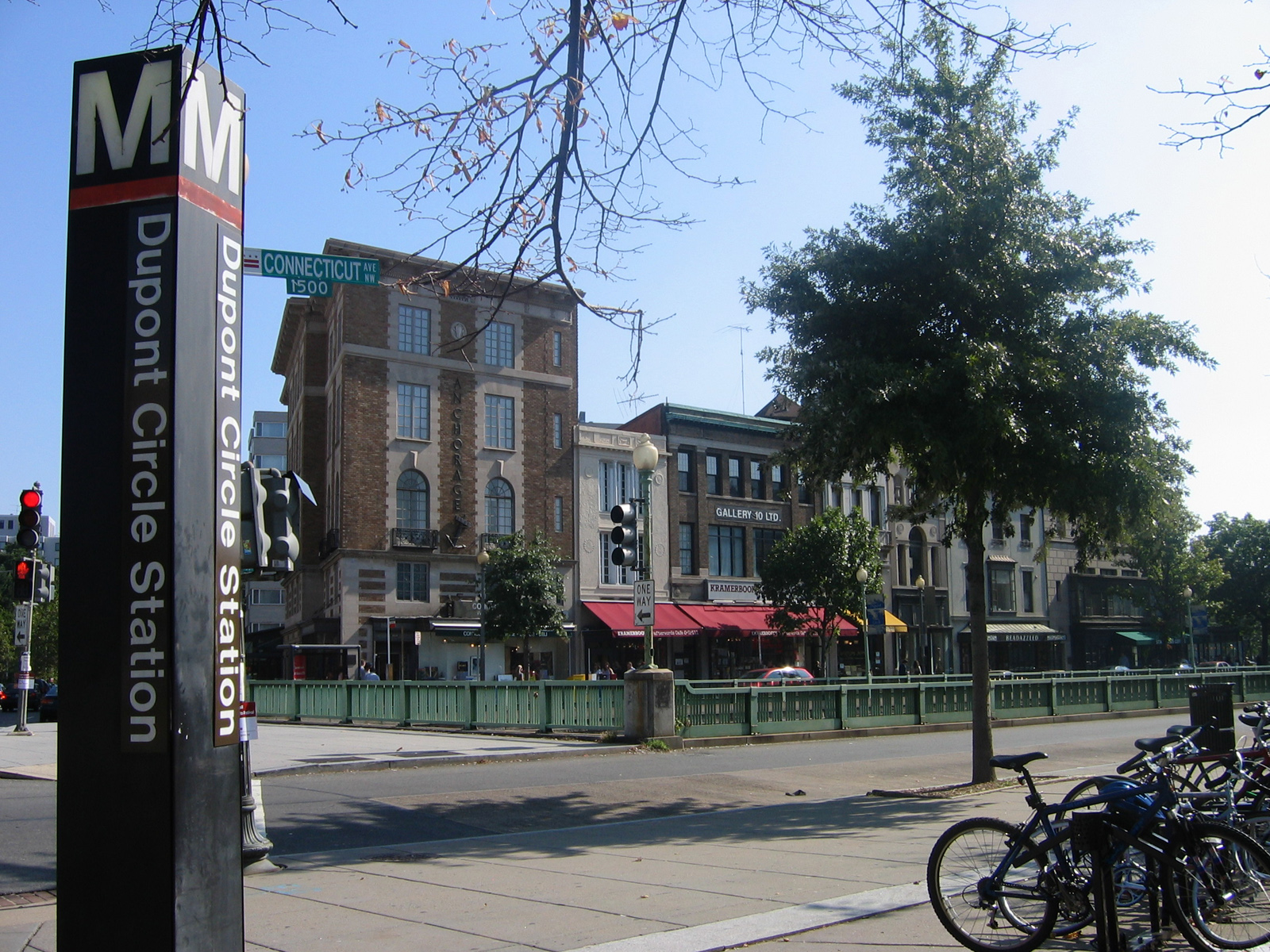
Informační stojan nacházející se na povrchu, tento u stanice Dupont Circle station

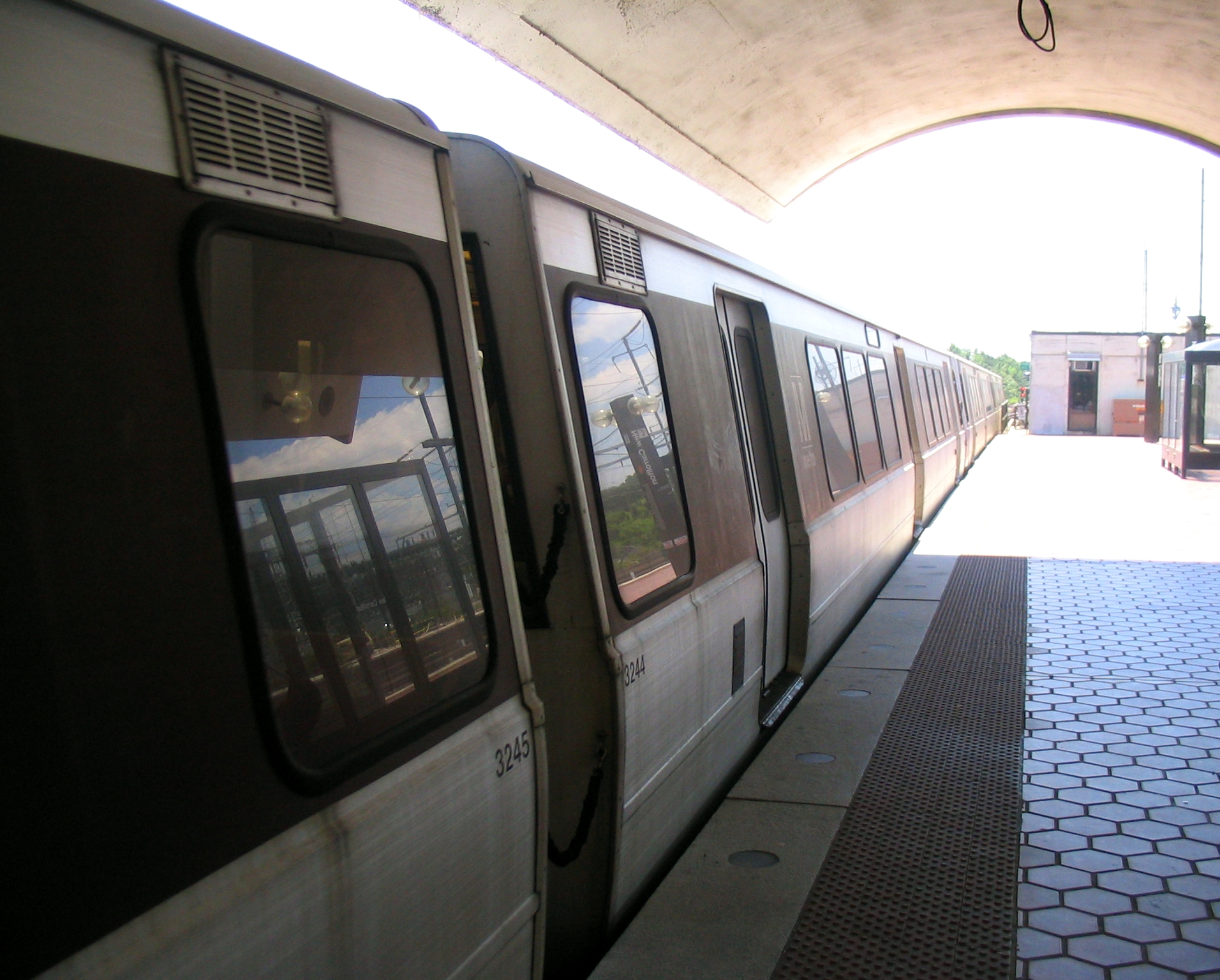
Vozy washingtonského metra

Hlavní město USA Washington, D.C. a okolní města ve státech Virginie a Maryland jsou spolu propojena sítí podzemní dráhy, čítající 6 linek. Provozuje jej společnost Washington Metropolitan Area Transit Authority (WMATA). Jedná se o druhé nejvytíženější metro v USA po metru v New Yorku.

## Linky
| Barva      | Otevření           | Počet stanic | Délka    |
| ---------- | ------------------ | ------------ | -------- |
| █ Červená  | 29. března 1976    | 27           | 51.30 km |
| █ Modrá    | 1. července 1977   | 27           | 48.80 km |
| █ Oranžová | 20. listopadu 1978 | 26           | 42.50 km |
| █ Žlutá    | 30. dubna 1983     | 17           | 24.25 km |
| █ Zelená   | 11. května 1991    | 21           | 37.08 km |
| █ Stříbrná | 26. července 2014  | 28           | 47.60 km |

## Historie
Během 60. let 20. století vznikl projekt vybudování rozsáhlé sítě magistrál, vedoucích hlavním městem. Ten však určitá část veřejnosti odmítala, kritikové, jako například Harland Bartholomew, poukazovali na nízkou hustotu osídlení v oblasti, kde by byl nový systém budován. Jako kompromisní řešení byl tedy vybudován dálniční okruh Capital Beltway kolem celého distriktu Columbia. Peníze, předem již vyhrazené na nové čtyřproudé silniční komunikace, byly naopak nově určeny na budování podzemní dráhy.
Realizace washingtonského metra započala v roce 1967, kdy byl založen dnešní dopravce. Jeho úkolem bylo tehdy naplánovat systém budoucího metra a později jej postavit; roku 1968 předložil návrh etapizované výstavby 158 km dlouhé sítě.
9. prosince 1969 se začal stavět první úsek dlouhý 7,4 km s pěti stanicemi a o dalších sedm let později, roku 1976 byl otevřen pro veřejnost. Jednalo se o červenou linku; později přibyla i modrá, zelená, oranžová a žlutá. Na svoji dobu byl systém velmi moderní, náklady na jeho výstavbu se však vyšplhaly až na enormních 9,3 miliardy USD. V roce 2001 překročila délka sítě 100 mil (165 km). I přesto však rozvoj podzemní dráhy ukončen nebyl; plánuje se realizace již páté (stříbrné) linky. 9. června 2004 při státním pohřbu prezidenta Ronalda Reagana metro využilo nejvíce lidí za den v historii – 850 636.
22. června 2009 došlo mezi stanicemi Fort Totten a Takoma, kde trať vede nad zemí, ke srážce dvou souprav. Při havárii zemřelo 9 lidí a 70 jich bylo zraněno. Příčinou bylo selhání zabezpečovacího zařízení, konkrétně kolejových obvodů, s pomocí kterých se zjišťuje obsazenost koleje.

## Architektura
Systém washingtonského metra se liší od toho, co je v ostatních amerických městech již celá léta v provozu. Při stavbě všech úseků byla dodržena určitá hierarchie, díky čemuž má celá síť jednotnou identitu. Stanice jsou většinou podpovrchové jednolodní, s ostrovními nástupišti a s kazetovými stropy. Veškeré osvětlení stanice směřuje nahoru na strop. Stanice navrhoval architekt Harry Weese.

## Provoz

### Vozový park
Vozový park sítě se skládá z 952 vozů, v provozu je několik typů. Nejstarší vozy jsou americké, modernější italské a španělské výroby. Mnoho vozů dnes prochází modernizací.

### Bezpečnost
Na kraji nástupiště každé stanice jsou umístěna blikající světla, která svítí pouze v okamžiku, kdy vlak přijíždí do stanice. Přestože jsou praktická a zvyšují bezpečnost, návštěvníkům města může jejich efekt připadat teatrální.

## Stanice

Síť washingtonského metra

- Addison Road-Seat Pleasant █ (Modrá linka)
- Anacostia █ (Zelená linka)
- Archives-Navy Mem'l-Penn Quarter █ █ (Zelená a žlutá linka)
- Arlington Cemetery █ (Modrá linka)
- Ballston-MU █ (Oranžová linka)
- Benning Road █ (Modrá linka)
- Bethesda █ (Červená linka)
- Braddock Road █ █ (Modrá a žlutá linka)
- Branch Ave █ (Zelená linka)
- Brookland-CUA █ (Červená linka)
- Capitol Heights █ (Modrá linka)
- Capitol South █ █ (Modrá a oranžová linka)
- Cheverly █ (Oranžová linka)
- Clarendon █ (Oranžová linka)
- Cleveland Park █ (Červená linka)
- College Park-U of Md █ (Zelená linka)
- Columbia Heights █ (Zelená linka)
- Congress Heights █ (Zelená linka)
- Court House █ (Oranžová linka)
- Crystal City █ █ (Modrá a žlutá linka)
- Deanwood █ (Oranžová linka)
- Dunn Loring-Merrifield █ (Oranžová linka)
- Dupont Circle █ (Červená linka)
- East Falls Church █ (Oranžová linka)
- Eastern Market █ █ (Modrá a oranžová linka)
- Eisenhower Avenue █ (Žlutá linka)
- Farragut North █ (Červená linka)
- Farragut West █ █ (Modrá a oranžová linka)
- Federal Center SW █ █ (Modrá a oranžová linka)
- Federal Triangle █ █ (Modrá a oranžová linka)
- Foggy Bottom-GWU █ █ (Modrá a oranžová linka)
- Forest Glen █ (Červená linka)
- Fort Totten █ █ (Červená a zelená linka)
- Franconia-Springfield █ (Modrá linka)
- Friendship Heights █ (Červená linka)
- Gallery Pl-Chinatown █ █ █ (Zelená, žlutá a červená linka)
- Georgia Ave-Petworth █ (Zelená linka)
- Glenmont █ (Červená linka)
- Greenbelt █ (Zelená linka)
- Grosvenor-Strathmore █ (Červená linka)
- Huntington █ (Žlutá linka))
- Judiciary Square █ (Červená linka)
- King Street █ █ (Modrá a žlutá linka)
- L'Enfant Plaza █ █ █ █ (Modrá, oranžová, žlutá a zelená linka)
- Landover █ (Oranžová linka)
- Largo Town Center █ (Modrá linka)
- McPherson Square █ █ (Modrá a oranžová linka)
- Medical Center █ (Červená linka)
- Metro Center █ █ █ (Červená, oranžová a modrá linka)
- Minnesota Ave █ (Oranžová linka)
- Morgan Boulevard █ (Modrá linka)
- Mt Vernon Sq/7th St-Convention Center █ █ (Zelená a žlutá linka)
- Navy Yard █ (Zelená linka)
- Naylor Road █ (Zelená linka)
- New Carrollton █ (Oranžová linka)
- New York Ave-Florida Ave-Gallaudet U █ (Červená linka)
- Pentagon █ █ (Modrá a žlutá linka)
- Pentagon City █ █ (Modrá a žlutá linka)
- Potomac Ave █ █ (Modrá a oranžová linka)
- Prince George's Plaza █ (Zelená linka)
- Ronald Reagan Washington National Airport █ █ (Modrá a žlutá linka)
- Rhode Island Ave-Brentwood █ (Červená linka)
- Rockville █ (Červená linka)
- Rosslyn █ █ (Modrá a oranžová linka)
- Shady Grove █ (Červená linka)
- Shaw-Howard Univ █ (Zelená linka)
- Silver Spring █ (Červená linka)
- Smithsonian █ █ (Modrá a oranžová linka)
- Southern Ave █ (Zelená linka)
- Stadium-Armory █ █ (Modrá a oranžová linka)
- Suitland █ (Zelená linka)
- Takoma █ (Červená linka)
- Tenleytown-AU █ (Červená linka)
- Twinbrook █ (Červená linka)
- U St/African-Amer Civil War Memorial/Cardozo █ (Zelená linka)
- Union Station █ (Červená linka)
- Van Dorn Street █ (Modrá linka)
- Van Ness-UDC █ (Červená linka)
- Vienna/Fairfax-GMU █ (Oranžová linka)
- Virginia Square-GMU █ (Oranžová linka)
- Waterfront-SEU █ (Zelená linka)
- West Falls Church-VT/UVA █ (Oranžová linka)
- West Hyattsville █ (Zelená linka)
- Wheaton █ (Červená linka)
- White Flint █ (Červená linka)
- Woodley Park-Zoo/Adams Morgan █ (Červená linka)